# بوکوونو
بوکوونو (به چکی: Bukovno) یک منطقهٔ مسکونی در جمهوری چک است که در ناحیه ملادا بولسلاو واقع شده‌است.